# 9508 Тітурель
9508 Тітурель (9508 Titurel) — астероїд головного поясу, відкритий 16 жовтня 1977 року.
Тіссеранів параметр щодо Юпітера — 3,573.